# Solanum parishii
Solanum parishii är en potatisväxtart som beskrevs av Amos Arthur Heller. Solanum parishii ingår i släktet skattor som ingår i familjen potatisväxter. Inga underarter finns listade i Catalogue of Life.

## Bildgalleri

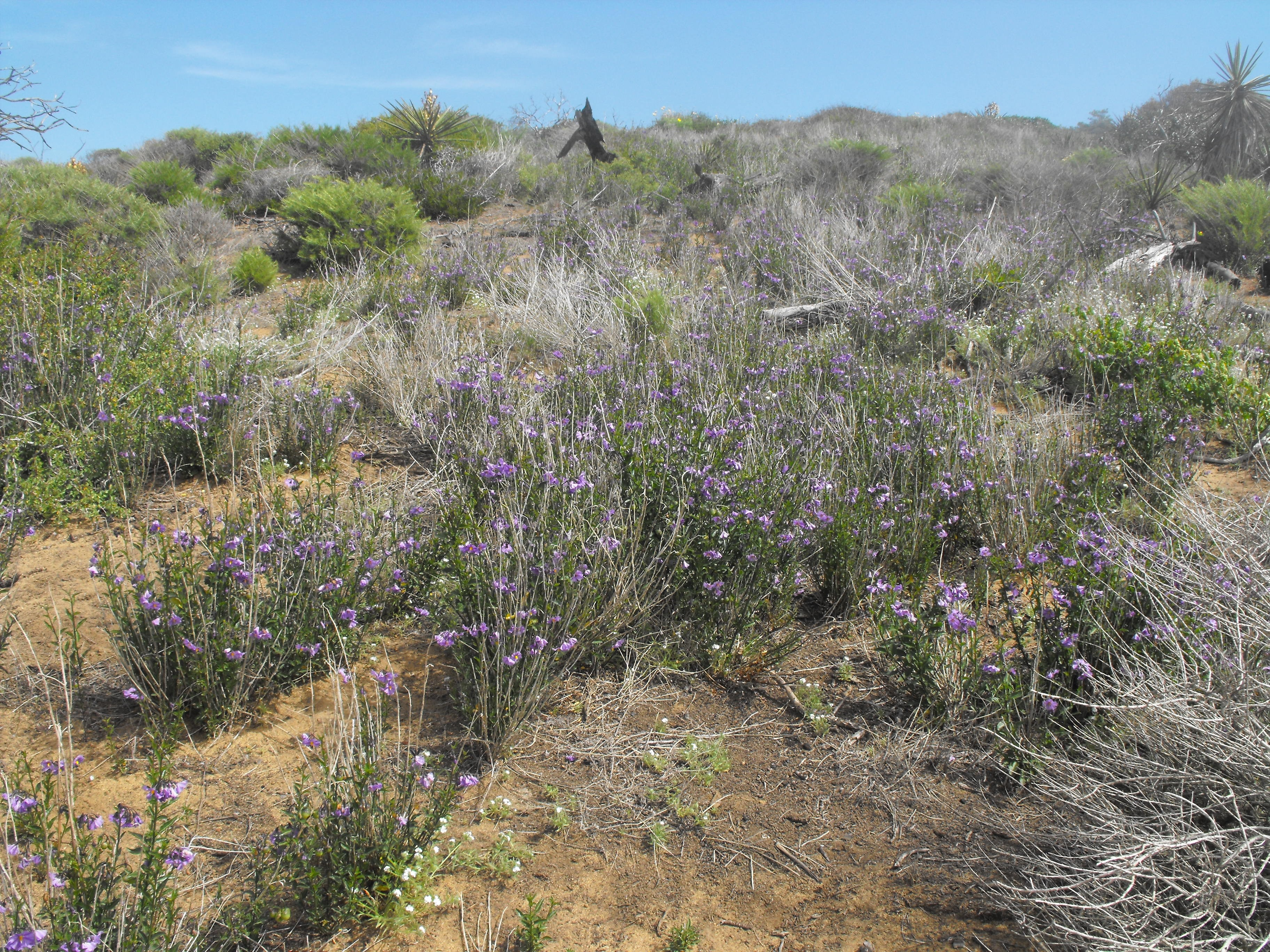